# Liste des ministres belges des Pensions
Voici la liste des ministres belges des Pensions depuis la création de cette compétence ministérielle le 8 décembre 1976.
Depuis le 3 février 2025, le ministre des Pensions est Jan Jambon, au sein du gouvernement de Bart De Wever.

## Liste
| Titulaire | Titulaire           | Titulaire                        | Parti                 | Mandat                                                          | Gouvernement                                                  | Portefeuille ministériel |
| --------- | ------------------- | -------------------------------- | --------------------- | --------------------------------------------------------------- | ------------------------------------------------------------- | --- |
| 1         |                     | Robert Moreau (1915-2006)        | RW                    | 8 décembre 1976 – 7 mars 1977 (2 mois et 27 jours)              | Tindemans II                                                  | Ministre des Pensions |
| 2         |                     | Marcel Plasman (1924-)           | PSC                   | 7 mars 1977 – 3 juin 1977 (2 mois et 27 jours)                  | Tindemans III                                                 | Ministre des Pensions, secrétaire d'État aux affaires sociales, adjoint au ministre des Affaires wallonnes                             |
| 3         |                     | Jos Wijninckx (1931-2009)        | PSB-BSP               | 3 juin 1977 – 3 avril 1979 (1 an et 10 mois)                    | Tindemans IV                                                  | Ministre des Pensions |
| 3         | Vanden Boeynants II | Jos Wijninckx (1931-2009)        | PSB-BSP               | 3 juin 1977 – 3 avril 1979 (1 an et 10 mois)                    |                                                               | Ministre des Pensions |
| 4         |                     | Alfred Califice (1916-1999)      | PSC                   | 3 avril 1979 – 18 mai 1980 (2 ans, 11 mois et 15 jours)         | Martens I                                                     | Ministre de la Prévoyance sociale et des Pensions                                                                                      |
| 4         | Martens II          | Alfred Califice (1916-1999)      | PSC                   | 3 avril 1979 – 18 mai 1980 (2 ans, 11 mois et 15 jours)         |                                                               | Ministre de la Prévoyance sociale et des Pensions                                                                                      |
| 5         |                     | Herman De Croo (1937-)           | PVV                   | 18 mai 1980 – 22 octobre 1980 (5 mois et 4 jours)               | Martens III                                                   | Ministre des PTT et des Pensions |
| 6         |                     | Pierre Mainil (1925-2013)        | PSC                   | 22 octobre 1980 – 9 mai 1988 (7 ans, 7 mois et 17 jours)        | Martens IV                                                    | Ministre des Pensions |
| 6         | Mark Eyskens        | Pierre Mainil (1925-2013)        | PSC                   | 22 octobre 1980 – 9 mai 1988 (7 ans, 7 mois et 17 jours)        | Ministre des Affaires sociales et des Pensions                | |
| 6         | Martens V           | Pierre Mainil (1925-2013)        | PSC                   | 22 octobre 1980 – 9 mai 1988 (7 ans, 7 mois et 17 jours)        | Secrétaire d'État aux Pensions                                | |
| 6         | Martens VI          | Pierre Mainil (1925-2013)        | PSC                   | 22 octobre 1980 – 9 mai 1988 (7 ans, 7 mois et 17 jours)        | Secrétaire d'État aux Pensions                                | |
| 6         | Martens VII         | Pierre Mainil (1925-2013)        | PSC                   | 22 octobre 1980 – 9 mai 1988 (7 ans, 7 mois et 17 jours)        | Secrétaire d'État aux Pensions                                | |
| 7         |                     | Alain Van der Biest (1943-2002)  | PS                    | 9 mai 1988 – 2 mai 1990 (1 an, 11 mois et 23 jours)             | Martens VIII                                                  | Ministre des Pensions |
| 8         |                     | Gilbert Mottard (1926-2011)      | PS                    | 2 mai 1990 – 7 mars 1992 (3 ans, 9 mois et 27 jours)            | Martens VIII                                                  | Ministre des Pensions |
| 8         | Martens IX          | Gilbert Mottard (1926-2011)      | PS                    | 2 mai 1990 – 7 mars 1992 (3 ans, 9 mois et 27 jours)            |                                                               | Ministre des Pensions |
| 9         |                     | Leona Detiège (1942-)            | SP                    | 9 mai 1988 – 7 mars 1992 (3 ans, 9 mois et 27 jours)            | Martens VIII                                                  | Secrétariat d'État aux Pensions, adjointe au ministre des Pensions                                                                     |
| 9         | Martens IX          | Leona Detiège (1942-)            | SP                    | 9 mai 1988 – 7 mars 1992 (3 ans, 9 mois et 27 jours)            |                                                               | Secrétariat d'État aux Pensions, adjointe au ministre des Pensions                                                                     |
| 10        |                     | Freddy Willockx (1947-2024)      | SP                    | 7 mars 1992 – 18 juillet 1994 (2 ans, 4 mois et 11 jours)       | Dehaene I                                                     | Ministre des Pensions |
| 11        |                     | Marcel Colla (1943-)             | SP                    | 18 juillet 1994 – 1er juin 1999 (4 ans, 10 mois et 14 jours)    | Dehaene I                                                     | Ministre des Pensions |
| 11        | Dehaene II          | Marcel Colla (1943-)             | SP                    | 18 juillet 1994 – 1er juin 1999 (4 ans, 10 mois et 14 jours)    | Ministre de la Santé et des Pensions                          | |
| 12        | Dehaene II          |                                  | Jan Peeters (1963-)   | SP                                                              | 1er juin 1999 – 12 juillet 1999 (1 mois et 11 jours)          | Ministre des Pensions, de la Sécurité, de l'Intégration sociale et de l'Environnement                                                  |
| 13        |                     | Frank Vandenbroucke (1955-)      | SP                    | 12 juillet 1999 – 18 juillet 2004 (5 ans et 6 jours)            | Verhofstadt I                                                 | Ministre des Affaires sociales et des Pensions                                                                                         |
| 13        | Verhofstadt II      | Frank Vandenbroucke (1955-)      | SP                    | 12 juillet 1999 – 18 juillet 2004 (5 ans et 6 jours)            | Ministre de l'Emploi et des Pensions                          | |
| 14        | Verhofstadt II      |                                  | Bruno Tobback (1969-) | sp.a                                                            | 18 juillet 2004 – 21 décembre 2007 (3 ans, 5 mois et 3 jours) | Ministre de l'Environnement et des Pensions                                                                                            |
| 15        |                     | Christian Dupont (1947-)         | PS                    | 21 décembre 2007 – 20 mars 2008 (2 mois et 28 jours)            | Verhofstadt III                                               | Ministre des Pensions et de l'Intégration sociale                                                                                      |
| 16        |                     | Marie Arena (1966-)              | PS                    | 20 mars 2008 – 17 juillet 2009 (1 an, 3 mois et 27 jours)       | Leterme I                                                     | Ministre de l'Intégration sociale et des Pensions et des Grandes villes                                                                |
| 16        | Van Rompuy          | Marie Arena (1966-)              | PS                    | 20 mars 2008 – 17 juillet 2009 (1 an, 3 mois et 27 jours)       |                                                               | Ministre de l'Intégration sociale et des Pensions et des Grandes villes                                                                |
| 17        |                     | Michel Daerden (1949-2012)       | PS                    | 17 juillet 2009 – 6 décembre 2011 (2 ans, 4 mois et 19 jours)   | Ministre des Pensions et des Grandes villes                   | |
| 17        | Leterme II          | Michel Daerden (1949-2012)       | PS                    | 17 juillet 2009 – 6 décembre 2011 (2 ans, 4 mois et 19 jours)   | Ministre des Pensions et des Grandes villes                   | |
| 18        |                     | Vincent Van Quickenborne (1973-) | Open VLD              | 6 décembre 2011 – 22 octobre 2012 (10 mois et 16 jours)         | Di Rupo                                                       | Vice-premier ministre, ministre des Pensions                                                                                           |
| 19        |                     | Alexander De Croo (1975-)        | Open VLD              | 22 octobre 2012 – 11 octobre 2014 (1 an, 11 mois et 19 jours)   | Di Rupo                                                       | Vice-premier ministre, ministre des Pensions                                                                                           |
| 20        |                     | Daniel Bacquelaine (1952-)       | MR                    | 11 octobre 2014 – 1er octobre 2020 (5 ans, 11 mois et 20 jours) | Michel I                                                      | Ministre des Pensions |
| 20        | Michel I            | Daniel Bacquelaine (1952-)       | MR                    | 11 octobre 2014 – 1er octobre 2020 (5 ans, 11 mois et 20 jours) |                                                               | Ministre des Pensions |
| 20        | Wilmès I            | Daniel Bacquelaine (1952-)       | MR                    | 11 octobre 2014 – 1er octobre 2020 (5 ans, 11 mois et 20 jours) |                                                               | Ministre des Pensions |
| 20        | Wilmès II           | Daniel Bacquelaine (1952-)       | MR                    | 11 octobre 2014 – 1er octobre 2020 (5 ans, 11 mois et 20 jours) |                                                               | Ministre des Pensions |
| 21        |                     | Karine Lalieux (1964-)           | PS                    | 1er octobre 2020 – 3 février 2025 (4 ans, 4 mois et 2 jours)    | De Croo                                                       | Ministre des Pensions et de l'Intégration sociale (chargée des Personnes handicapées et de la Lutte contre la pauvreté)                |
| 22        |                     | Jan Jambon (1960-)               | N-VA                  | 3 février 2025 – 3 février 2025 (1 mois et 12 jours)            | De Wever                                                      | Vice-Premier ministre, Ministre des Finances et des Pensions, chargé de la Loterie nationale et des Institutions culturelles fédérales |